# مولیزه (کامپوباسو)
مولیزه (به ایتالیایی: Molise) یک کومونه در ایتالیا است که در استان کامپوباسو واقع شده‌است. مولیزه ۵٫۲ کیلومتر مربع مساحت و ۱۷۹ نفر جمعیت دارد.